# Serie A2 1985-1986 (pallacanestro femminile)
Il campionato di Serie A2 di pallacanestro femminile 1985-1986 è stato il sesto organizzato in Italia. Il primo dopo la ristrutturazione della categoria in 2 gironi da 8 squadre. Le prime 4 accedevano alla Poule Promozione a 8 e le altre tante alla Poule Retrocessione.

## Girone A di qualificazione
|  |    | Classifica Serie A2 - Girone A | Pt | G  | V  | P  | PtF | PtS |
|  | -- | ------------------------------ | -- | -- | -- | -- | --- | --- |
|  | 1. | Nuova Pall. Valdarno           | 22 | 14 | 11 | 3  |     |     |
|  | 2. | Magenta                        | 22 | 14 | 11 | 3  |     |     |
|  | 3. | Pordenone                      | 18 | 14 | 9  | 5  |     |     |
|  | 4. | Fanfulla Lodi                  | 16 | 14 | 8  | 6  |     |     |
|  | 5. | Agos Quarto d'Altino           | 14 | 14 | 7  | 7  |     |     |
|  | 6. | Delchi Villasanta              | 10 | 14 | 5  | 9  |     |     |
|  | 7. | Brescia                        | 4  | 14 | 2  | 12 |     |     |
|  | 8. | SS Roma                        | 0  | 14 | 0  | 14 |     |     |

## Girone B di qualificazione
|  |    | Classifica Serie A2 - Girone B | Pt | G  | V  | P  | PtF | PtS |
|  | -- | ------------------------------ | -- | -- | -- | -- | --- | --- |
|  | 1. | Universal Génève Palermo       | 24 | 14 | 12 | 2  |     |     |
|  | 2. | Ottaviano                      | 22 | 14 | 11 | 3  |     |     |
|  | 3. | Latte Stella Priolo            | 20 | 14 | 10 | 4  |     |     |
|  | 4. | COR Roma                       | 14 | 14 | 7  | 7  |     |     |
|  | 5. | Aurora Trapani                 | 12 | 14 | 6  | 8  |     |     |
|  | 6. | Stelle Marine Ostia            | 10 | 14 | 5  | 9  |     |     |
|  | 7. | CUS Chieti                     | 6  | 14 | 3  | 11 |     |     |
|  | 8. | Santa Marinella                | 4  | 14 | 2  | 12 |     |     |

## Poule Promozione in Serie A1F
|  |    | Classifica Poule Promozione | Pt | G  | V  | P  | PtF | PtS |
|  | -- | --------------------------- | -- | -- | -- | -- | --- | --- |
|  | 1. | Ottaviano                   | 22 | 14 | 11 | 3  |     |     |
|  | 2. | Latte Stella Priolo         | 22 | 14 | 11 | 3  |     |     |
|  | 3. | Mapom Magenta               | 20 | 14 | 10 | 4  |     |     |
|  | 4. | Universal Génève Palermo    | 18 | 14 | 9  | 5  |     |     |
|  | 5. | Pordenone                   | 14 | 14 | 7  | 7  |     |     |
|  | 6. | Nuova Pall. Valdarno        | 10 | 14 | 5  | 9  |     |     |
|  | 7. | Fanfulla Lodi               | 4  | 14 | 2  | 12 |     |     |
|  | 8. | COR Roma                    | 2  | 14 | 1  | 13 |     |     |

      Promossa in Serie A1.

## Poule Retrocessione in Serie B
|  |    | Classifica Poule Retrocessione | Pt | G  | V  | P  | PtF | PtS |
|  | -- | ------------------------------ | -- | -- | -- | -- | --- | --- |
|  | 1. | Aurora Trapani                 | 24 | 14 | 12 | 2  |     |     |
|  | 2. | Delchi Villasanta              | 18 | 14 | 9  | 5  |     |     |
|  | 3. | CUS Chieti                     | 18 | 14 | 9  | 5  |     |     |
|  | 4. | Agos Quarto d'Altino           | 16 | 14 | 8  | 6  |     |     |
|  | 5. | Stelle Marine Ostia            | 16 | 14 | 8  | 6  |     |     |
|  | 6. | Brescia                        | 14 | 14 | 7  | 7  |     |     |
|  | 7. | Santa Marinella                | 6  | 14 | 3  | 11 |     |     |
|  | 8. | SS Roma                        | 0  | 14 | 0  | 14 |     |     |

## Verdetti
- Promosse in Serie A1F: Ottaviano, Latte Stella Priolo e Magenta
- Retrocedono in Serie B: Santa Marinella e SS Roma.